# Cueva de Oxtotitlán
La cueva de Oxtotitlán es el nombre de un refugio rocoso natural y un sitio arqueológico atribuido a la cultura olmeca, ya que contiene iconografía de dicha cultura. Se localiza en la localidad de Acatlán, municipio de Chilapa de Álvarez (Guerrero, México). Como su nombre lo indica, se trata de un sitio ubicado en el interior de una caverna. Incluye varias piezas de pintura rupestre. Junto con las cercanas grutas de Juxtlahuaca, la cueva de Oxtotitlán representa uno de los primeros ejemplos de pintura artística sofisticada en Mesoamérica. hasta la fecha. En contraste con las pinturas de Juxtlahuaca, las de Oxtotitlán no se encuentran sólo en el interior del abrigo rocoso, sino también en el exterior, sobre la entrada de la caverna.
Las pinturas han sido identificadas con varias fechas, probablemente 900 a. C. o de 800 a 500 a. C. No se sabe a ciencia cierta qué grupo o sociedad las pintó. Tampoco se sabe cómo pudo haber influencia de arte olmeca en pinturas a cientos de kilómetros de distancia del área nuclear olmeca, aunque hay muchos dibujos estilo olmeca en la cueva, incluyendo uno similar al del altar 4 de La Venta.
El sitio fue investigado durante la década de 1960 a 1970 por David Grove. Sus trabajos contienen registros detallados de la zona arqueológica, que se localiza en el cerro de Quiotepec, a un kilómetro de la población de Acatlán.
Asimismo, Grove registró fotográficamente algunos textiles que estaban en poder de los habitantes de Acatlán, quienes informaron que esos tejidos fueron hallados en el interior de la cueva 2.

## Descripción

Oxtotitlán en relación con otros sitios del preclásico, indicando influencia olmeca en los registros arqueológicos.

Las pinturas abarcan en su totalidad unos 200 metros cuadrados. Existen trabajos de restauración en 10 paredes, se espera que al culminar los estudios científicos se establecera el origen de las pinturas utilizadas en los diseños.
Los ejemplos más conocidos de las pinturas de Oxtotitlán los constituyen aquellos que forman el grupo central. Se trata de dos murales policromos, uno de los cuales representa un personaje sentado sobre una serpiente mitológica y porta una máscara que, según Grove, podría ser una representación de un búho. El otro mural del grupo central ha sido gravemente dañado por la acción del tiempo y el ambiente, haciendo difícil su identificación. En el interior, los murales son monocromos (de blanco y negro), o bien, bicromos, combinando elementos de color rojo y negro.
A diferencia de Juxtlahuaca, es posible que Oxtotitlán se encuentre relacionado con una zona habitacional, pues se han encontrado materiales cerámicos en las inmediaciones del cerro de Quiotepec.

## Distribución
Las pinturas se distribuyen en tres áreas con un diferente tipo de pintura asignado a cada área.

### Gruta Norte
Las pinturas de la gruta norte son más pequeñas, fueron creadas usando pigmento negro, y representan animales, humanos y criaturas fantásticas.

### Gruta Sur
Las pinturas de la gruta sur, por el contrario, generalmente tienen diseños rojos geométricos.

### Gruta Central
Las pinturas de la gruta central (entre la norte y sur) que se encuentra sobre la entrada de la caverna y tiene dos murales policromáticas grandes, uno de los cuales representa a un personaje sentado sobre una serpiente mitológica y porta una máscara que, según Grove, podría ser la representación de un búho.

## Los Murales

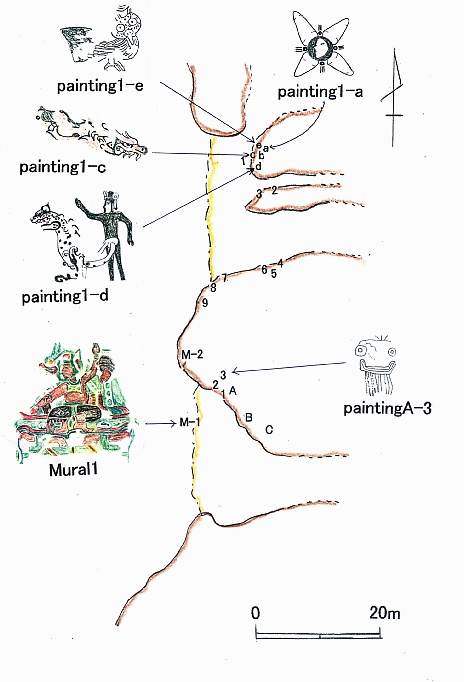
Un mapa de Cueva de Oxtotitlán.

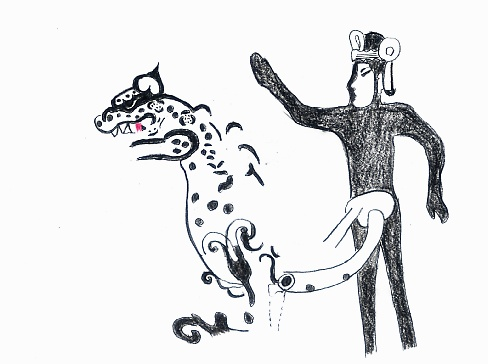
Pintura 1-D.

### Mural 1
Este mural está situado sobre la boca de la caverna sur, representa lo que parece ser un gobernante sentado sobre trono similar al del Altar 4 en La Venta, Tab. Los ojos de un monstruo aborigen de la cueva, con barras cruzadas icónico de los Olmecas, se pueden ver en el borde superior del trono (notar que el gobernante también usa barras cruzadas pectorales, probablemente relacionándolo directamente con el monstruo.)
El gobernante, pintado en colores vibrantes rojo, verde y café, usa una máscara de ave, generalmente identificada con el búho, y también un vestido con plumas verdes. Esta sentado en el trono, sentado sobre su pierna izquierda mientras que la derecha cuelga hacia abajo, similar a la posición encontrada en los fragmentos del Monumento 9 de Laguna de los Cerros.

### Mural 2
Este mural tiene 3 por 2 metros, y es aún más grande que el Mural 1 pero esta pintura expuesta se ha degradado mucho al paso de los siglos y ahora es casi imposible reconocer su contenido. Parece ser una figura humana con vestido de jaguar o asociado de alguna manera con el jaguar.
De particular importancia en la gruta norte es la “creación más impactante”, la Pintura 1-D, representa a un hombre fálico parado atrás de lo que parece ser un jaguar erguido. El hombre está pintado en contorno negro, con un penacho. Sus exagerados órganos genitales apuntan al jaguar y han conducido a la especulación que ésta es una escena de un hombre copulando con un jaguar.

## Preservación y visita
En los 30 años después de su redescubrimiento, el sitio fue objeto de grafiti y mal mantenimiento. Esto originó la intervención de las autoridades arqueológicas mexicanas en el año 2002, bajo el auspicio de la Coordinación Nacional para la Preservación del Patrimonio Nacional, INAH-Churubusco.
De esta manera comenzó una temporada de obras de restauración del Instituto Nacional de Antropología e Historia, que incluyó una serie de talleres para sensibilizar a los habitantes de Acatlán —el poblado más cercano— sobre la necesidad de preservar los murales de Oxtotitlán.
Aunque las pinturas aún pueden ser vistas, los visitantes primero deben registrarse con los cuidadores locales en el cercano pueblo de Acatlán.